# Val di Livigno
La Val di Livigno (o Altopiano di Livigno) è una valle alpina, interamente compresa nel comune di Livigno, circondata dalle Alpi di Livigno, la più grande valle dell'Alta Valtellina, attraversata dal fiume Spöl (Aqua Granda in lingua lombarda) che, in Italia, forma il lago di Livigno e, entrato in Svizzera, si getta nell'Inn. Posta ad un'altitudine media di 1.800 m s.l.m, essendo tributaria del grande bacino idrografico del Danubio, questa valle non appartiene dunque alla regione fisica italiana.

## Geografia fisica
Di origine glaciale e fluviale, è collegata al resto dell'Alta Valtellina (Valdidentro) dal Passo d'Eira e dal passo del Foscagno a est della valle attraverso la Strada statale 301 del Foscagno, mentre altro accesso dal lato svizzero (Val Poschiavo) è la Forcola di Livigno ad ovest. All'estremo nord-est della valle è posto il Lago di Livigno.

### Orografia
- Pizzo Paradisino (3.305 m)

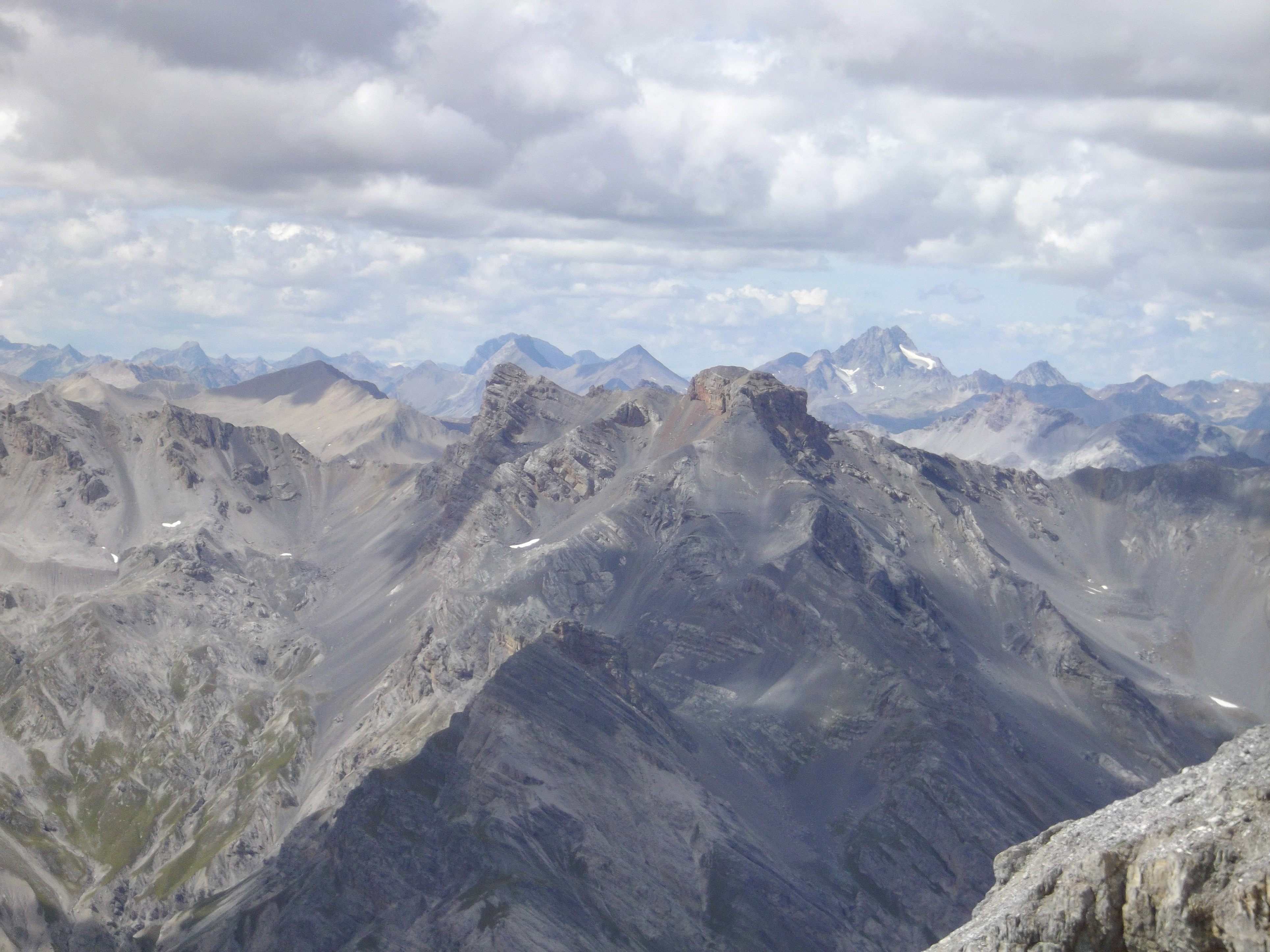
Monte Cassa del Ferro

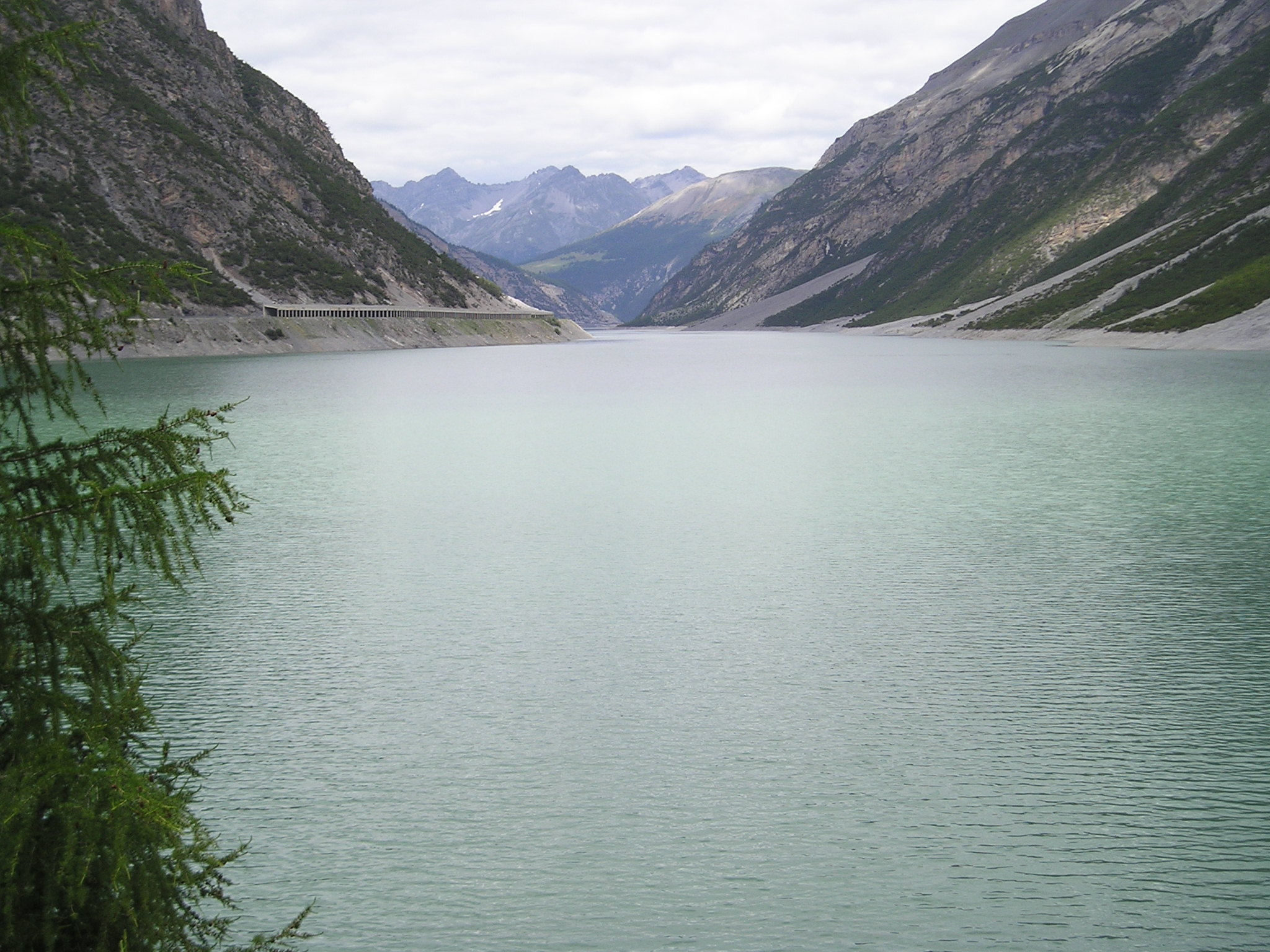
Lago di Livigno

- Monte Cassa del Ferro (3.140 m)
- Cima del Fòpel (2.928 m)
- Piz da l'Acqua (3.126 m)
- Pizzo Cassana (3.070 m)
- Pizzo Saliente (3.048 m)
- Pizzo del Leverone (3.058 m)
- Monte Cotschen (3.103 m)
- Monte Campaccio (3.007 m)
- Monte delle Mine (2.883 m)
- Monte Foscagno (2.927 m)
- Pizzo Filone (3.133 m)
- Corno di Capra (3.133 m)
- Pizzo Val Nera (3.160 m)
- Corno di Campo (3.232 m)
- Monte Vago (3.059 m)
- Cima Cavalli (2.991 m)
- Monte Breva (3.104 m)
- Monte Serra (3.100 m)

## Comunicazioni
La Val di Livigno tramite la Forcola di Livigno (2.315 m) è collegata a Poschiavo e a Sankt Moritz e tramite il Passo del Foscagno (2.291 m) a Bormio. 
Attraversando il Tunnel Munt la Schera, appena dopo il lago di Livigno, si entra in Svizzera e si raggiunge la val Monastero o Zernez.